# NGC 7063
NGC 7063 is een open sterrenhoop in het sterrenbeeld Zwaan. Het hemelobject werd op 19 augustus 1828 ontdekt door de Britse astronoom John Herschel.

## Synoniemen
- OCL 192